# Гетто в Волпе
Гетто в Во́лпе (лето 1941 — 2 ноября 1942) — еврейское гетто, место принудительного переселения евреев деревни Волпа Волковысского района Гродненской области и близлежащих населённых пунктов в процессе преследования и уничтожения евреев во время оккупации территории Белоруссии войсками нацистской Германии в период Второй мировой войны.

## Оккупация Волпы и создание гетто
Деревня Волпа была захвачена немецкими войсками 1 июля 1941 года.
Сразу после оккупации евреи были поставлены вне закона и им запрещалось выходить без нашитых на груди и на спине желтых шестиконечных звезд.
Для контроля за исполнением немецких приказов евреям приказали создать юденрат (еврейский совет), главой которого поставили Шлому Боярского, которого впоследствии сменил Фишель Робинсон.
Реализуя нацистскую программу уничтожения евреев, немцы организовали в местечке гетто. Гетто в Волпе было т. н. «открытого» типа — всех евреев переселили на одну улицу, но территория гетто не охранялась и не была ограждена.

## Уничтожение гетто
На рассвете 2 ноября 1942 года немцы оцепили деревню и стали сгонять евреев в центр на рыночную площадь. Двое молодых парней попробовали сбежать, но немцы заявили, что за каждого сбежавшего будут расстреляны 15 евреев, и юденрат уговорил их остаться. Стариков — от 60 до 66 человек — отделили и соврали, что их отправят в дом престарелых. Когда остальных примерно 900 евреев выстроили в колонну и увели, то стариков и немощных вывели на окраину деревни и расстреляли на еврейском кладбище. Могилу немцы заставили выкопать местных белорусов. После этой «акции» (таким эвфемизмом нацисты называли организованные ими массовые убийства) полицейские (среди которых особым садизмом с самого начала оккупации отличались Литвинович и Макей) ограбили еврейские дома, и всё пригодное к использованию имущество было отправлено в магазин для продажи.
Остальных волпянских евреев под охраной 30 полицаев гнали почти 25 километров по дороге через Дулевцы, Плебановцы и Россь до Волковыска почти без еды и воды. В Волковыске их присоединили к евреям в местном гетто и до зимы 1942 года всех убили.

## Память
По данным комиссии ЧГК, в были убиты 962 еврея из Волпы, в том числе 300 мужчин, 322 женщины и 340 детей.
Неполные списки погибших волпянских евреев имеются в архиве Яд Вашем
В середине 1960-х годов была попытка установить памятник жертвам геноцида евреев в Волпе на еврейском кладбище, но из-за разрыва дипломатических отношений между Израилем и СССР в связи с Шестидневной войной обелиск остался незаконченным. В 2011 году памятник был восстановлен усилиями средней школы и сельсовета Волпы с надписью на белорусском языке: «Здесь погребены 60 евреев из Волпы, павшие от рук нацистов» и со звездой Давида (.

## Комментарии
1. ↑  В русском языке за служащими коллаборационистских полицейских органов закрепилось разговорное уничижительное название полица́й (во множественном числе — полица́и).